# جو غاليفان
جو غاليفان (بالإنجليزية: Joe Gallivan)‏ هو عازف جاز أمريكي، ولد في 8 سبتمبر 1937 في روتشستر في الولايات المتحدة.

## وصلات خارجية
- جو غاليفان على موقع ميوزك برينز (الإنجليزية)
- جو غاليفان على موقع أول ميوزيك (الإنجليزية)
- جو غاليفان على موقع ديسكوغز (الإنجليزية)